# Antonio Ricci Signorini
Antonio Ricci Signorini (Massa Lombarda, província de Ravenna, 22 de febrer de 1867 - ?, 10 de març de 1965) fou un compositor italià.
Feu els estudis en el Liceu musical de Bolonya i es dedicà principalment a la música simfònica.
Entre les seves principals obres s'han de citar:
Atala;
Giuda di Karioth;
Gli amori di Dafni e Cloe;
La caccia di Verucchio;
Papiol;
Trol;
Adagio, per a quartet d'arc;
Gavota, per a quartet d'arc;
Il responso dei fiori, escena lírica;
Nombroses composicions per a piano i diverses col·leccions de melodies vocals.